# Tornei WTA 500
I tornei WTA 500 di tennis sono una nuova categoria istituita all'interno della Women's Tennis Association dal 2021. Questa categoria di tornei ha rimpiazzato la precedente WTA Premier, mentre le vecchie WTA Premier 5 e WTA Premier Mandatory sono state sostituite dai Tornei WTA 1000 e la vecchia categoria International è stata rimpiazzata dai Tornei WTA 250.

## Eventi
Elenco dei tornei che sono stati almeno una stagione WTA 500
| Tornei Attuali                  |                     |                 |                                       |                         |                |                             |                 |              |                      |                                             |                                    |
| Torneo                          | Nazione             | Città           | Impianto                              | Capienza Campo Centrale | Prima Edizione | Prima Edizione Come WTA 500 | Superficie      | N° Giocatori | Detentrice Singolare | Detentrici Doppio                           | Total Commitment (ultima edizione) |
| Brisbane International          | Australia           | Brisbane        | Queensland Tennis Centre              | 5,500                   | 2009           | 2023                        | Cemento         | 64           | Elena Rybakina       | Ljudmyla Kičenok Jeļena Ostapenko           | $1,736,763 (2024)                  |
| Adelaide International          | Australia           | Adelaide        | Memorial Drive Park                   | 5,000                   | 2020           | 2021                        | Cemento         | 30           | Jeļena Ostapenko     | Beatriz Haddad Maia Taylor Townsend         | $922,573 (2024)                    |
| Upper Austria Ladies Linz       | Austria             | Linz            | TipsArena Linz                        | 6,000                   | 1987           | 2024                        | Cemento (i)     | 32           | Jeļena Ostapenko     | Sara Errani Jasmine Paolini                 | $922,573 (2024)                    |
| Mubadala Abu Dhabi Open         | Emirati Arabi Uniti | Abu Dhabi       | Zayed International Tennis Centre     | 5,000                   | 2021           | 2021                        | Cemento         | 64           | Elena Rybakina       | Sofia Kenin Bethanie Mattek-Sands           | $922,573 (2024)                    |
| San Diego Open                  | Stati Uniti         | San Diego       | Barnes Tennis Center                  | 2,000                   | 1971           | 2022                        | Cemento         | 32           | Katie Boulter        | Nicole Melichar-Martinez Ellen Perez        | $922,573 (2024)                    |
| Charleston Open                 | Stati Uniti         | Charleston      | Family Circle Tennis Center           | 10,200                  | 1973           | 2021                        | Terra Verde     | 56           | Danielle Collins     | Ashlyn Krueger Sloane Stephens              | $922,573 (2024)                    |
| Porsche Tennis Grand Prix       | Germania            | Stoccarda       | Porsche-Arena                         | 6,100                   | 1978           | 2021                        | Terra Rossa (i) | 28           | Elena Rybakina       | Chan Hao-ching Veronika Kudermetova         | $922,573 (2024)                    |
| Internationaux de Strasbourg    | Francia             | Strasburgo      | Tennis Club de Strasbourg             | 5,000                   | 1987           | 2024                        | Terra Rossa     | 32           | Madison Keys         | Cristina Bucșa Monica Niculescu             | €802,237 (2024)                    |
| Queen's Club Championships      | Regno Unito         | Londra          | Queen's Club                          |                         | 1971           | 2025                        | Erba            | 28           | Chris Evert          | Billie Jean King Rosie Casals               | $ (2025)                           |
| German Open                     | Germania            | Berlino         | Rot-Weiss Tennis Club                 | 7,000                   | 2021           | 2021                        | Erba            | 28           | Jessica Pegula       | Wang Xinyu Zheng Saisai                     | €802,237 (2024)                    |
| Bad Homburg Open                | Germania            | Bad Homburg     | TC Bad Homburg                        | 3,500                   | 2021           | 2024                        | Erba            | 32           | Diana Šnaider        | Nicole Melichar-Martinez Ellen Perez        | €802,237 (2024)                    |
| Citi Open                       | Stati Uniti         | Washington      | William H.G. FitzGerald Tennis Center | 7,500                   | 2011           | 2023                        | Cemento         | 32           | Paula Badosa         | Asia Muhammad Taylor Townsend               | $922,573 (2024)                    |
| Monterrey Open                  | Messico             | Monterrey       | Club Sonoma                           | 10,299                  | 2009           | 2024                        | Cemento         | 32           | Linda Nosková        | Guo Hanyu Monica Niculescu                  | $922,573 (2024)                    |
| Guadalajara Open                | Messico             | Guadalajara     | Panamerican Tennis Center             | 6,639                   | 2022           | 2024                        | Cemento         | 56           | Magdalena Fręch      | Anna Danilina Irina Chromačëva              | $922,573 (2024)                    |
| Korea Open Tennis Championships | Corea del Sud       | Seul            | Seoul Olympic Park Tennis Center      | 10,000                  | 2004           | 2024                        | Cemento         | 32           | Beatriz Haddad Maia  | Nicole Melichar-Martinez Ljudmila Samsonova | $922,573 (2024)                    |
| Zhengzhou Open                  | Cina                | Zhengzhou       | Central Plains Tennis Center          | 8,000                   | 2019           | 2023                        | Cemento         | 28           | Zheng Qinwen         | Gabriela Dabrowski Erin Routliffe           | $780,637 (2023)                    |
| Toray Pan Pacific Open          | Giappone            | Tokyo           | Utsubo Tennis Center                  | 5,000                   | 1976           | 2022                        | Cemento (i)     | 28           | Zheng Qinwen         | Shūko Aoyama Eri Hozumi                     | $922,573 (2024)                    |
| Tornei Precedenti               |                     |                 |                                       |                         |                |                             |                 |              |                      |                                             |                                    |
| Torneo                          | Nazione             | Città           | Impianto                              | Capienza Campo Centrale | Prima Edizione | Prima Edizione Come WTA 500 | Superficie      | N° Giocatori | Detentrice Singolare | Detentrici Doppio                           | Total Commitment (ultima edizione) |
| Yarra Valley Classic            | Australia           | Melbourne       | Melbourne Park                        | 14,820                  | 2021           | 2021                        | Cemento         | 54           | Ashleigh Barty       | Shūko Aoyama Ena Shibahara                  | $565,530 (2021)                    |
| Gippsland Trophy                | Australia           | Melbourne       | Melbourne Park                        | 14,820                  | 2021           | 2021                        | Cemento         | 54           | Elise Mertens        | Barbora Krejčíková Kateřina Siniaková       | $565,530 (2021)                    |
| Chicago Fall Tennis Classic     | Stati Uniti         | Chicago         | XS Tennis Village                     |                         | 2021           | 2021                        | Cemento         | 56           | Garbiñe Muguruza     | Květa Peschke Andrea Petković               | $565,530 (2021)                    |
| Kremlin Cup                     | Russia              | Mosca           | Ice Palace Krylatskoye                | 8,000                   | 1996           | 2021                        | Cemento (i)     | 28           | Anett Kontaveit      | Jeļena Ostapenko Kateřina Siniaková         | $565,530 (2021)                    |
| Dubai Tennis Championships      | Emirati Arabi Uniti | Dubai           | Complesso Khalifa                     | 6,911                   | 2001           | 2022                        | Cemento         | 28           | Jeļena Ostapenko     | Veronika Kudermetova Elise Mertens          | $703,580 (2022)                    |
| Sydney Tennis Classic           | Australia           | Sydney          | NSW Tennis Centre                     | 10,000                  | 1885           | 2022                        | Cemento         | 30           | Paula Badosa         | Anna Danilina Beatriz Haddad Maia           | $703,580 (2022)                    |
| St. Petersburg Ladies Trophy    | Russia              | San Pietroburgo | Sibur Arena                           | 7,044                   | 2016           | 2021                        | Cemento (i)     | 28           | Anett Kontaveit      | Anna Kalinskaja Caty McNally                | $703,580 (2022)                    |
| Mubadala Silicon Valley Classic | Stati Uniti         | San Jose        | San Jose State University             | 4,000                   | 1971           | 2021                        | Cemento         | 28           | Dar'ja Kasatkina     | Xu Yifan Yang Zhaoxuan                      | $757,900 (2022)                    |
| Ostrava Open                    | Rep. Ceca           | Ostrava         | Ostravar Aréna                        | 10,004                  | 2020           | 2021                        | Cemento (i)     | 28           | Barbora Krejčiková   | Caty McNally Alycia Parks                   | $757,900 (2022)                    |
| Qatar Ladies Open               | Qatar               | Doha            | Aviation Club Tennis Centre           | 5,000                   | 2001           | 2021                        | Cemento (i)     | 28           | Iga Świątek          | Coco Gauff Jessica Pegula                   | $780,637 (2023)                    |
| Nature Valley International     | Regno Unito         | Eastbourne      | Devonshire Park Lawn Tennis Club      | 8,000                   | 1974           | 2021                        | Erba            | 28           | Dar'ja Kasatkina     | Ljudmyla Kičenok Jeļena Ostapenko           | $922,573 (2024)                    |
| Ningbo Open                     | Cina                | Ningbo          | Ningbo (Yinzhou) Tennis Center        |                         | 2010           | 2024                        | Cemento         | 32           | Dar'ja Kasatkina     | Demi Schuurs Yuan Yue                       | $922,573 (2024)                    |

## Risultati

### 2021
| Torneo          | Vincitrice                               | Finalista                                | Punteggio                                | Vincitrici                            | Finaliste                              | Punteggio           |
| --------------- | ---------------------------------------- | ---------------------------------------- | ---------------------------------------- | ------------------------------------- | -------------------------------------- | ------------------- |
| Abu Dhabi       | Aryna Sabalenka                          | Veronika Kudermetova                     | 6–2, 6–2                                 | Shūko Aoyama Ena Shibahara            | Hayley Carter Luisa Stefani            | 7–6(5), 6–4         |
| Brisbane        | cancellato                               | cancellato                               | cancellato                               | cancellato                            | cancellato                             | cancellato          |
| Melbourne 1     | Elise Mertens                            | Kaia Kanepi                              | 6–4, 6–1                                 | Barbora Krejčíková Kateřina Siniaková | Chan Hao-ching Latisha Chan            | 6–3, 7–6(4)         |
| Melbourne 2     | Ashleigh Barty                           | Garbiñe Muguruza                         | 6–3, 7–6(4)                              | Shūko Aoyama Ena Shibahara            | Anna Kalinskaja Viktória Kužmová       | 6–3, 6–4            |
| Melbourne 3     | Anett Kontaveit vs. Ann Li non disputata | Anett Kontaveit vs. Ann Li non disputata | Anett Kontaveit vs. Ann Li non disputata | Solo Singolare                        | Solo Singolare                         | Solo Singolare      |
| Adelaide        | Iga Świątek                              | Belinda Bencic                           | 6–2, 6–2                                 | Alexa Guarachi Desirae Krawczyk       | Hayley Carter Luisa Stefani            | 6(4)–7, 6–4, [10–3] |
| Doha            | Petra Kvitová                            | Garbiñe Muguruza                         | 6–2, 6–1                                 | Nicole Melichar Demi Schuurs          | Monica Niculescu Jeļena Ostapenko      | 2–6, 6–2, [10–8]    |
| San Pietroburgo | Dar'ja Kasatkina                         | Margarita Gasparjan                      | 6–3, 2–1r                                | Nadežda Kičenok Ioana Raluca Olaru    | Kaitlyn Christian Sabrina Santamaria   | 2–6, 6–3, [10–8]    |
| Charleston      | Veronika Kudermetova                     | Danka Kovinić                            | 6–4, 6–2                                 | Nicole Melichar Demi Schuurs          | Marie Bouzková Lucie Hradecká          | 6–2, 6–4            |
| Stoccarda       | Ashleigh Barty                           | Aryna Sabalenka                          | 3–6, 6–0, 6–3                            | Ashleigh Barty Jennifer Brady         | Desirae Krawczyk Bethanie Mattek-Sands | 6–4, 5–7, [10–5]    |
| Berlino         | Ljudmila Samsonova                       | Belinda Bencic                           | 1–6, 6–1, 6–3                            | Viktoryja Azaranka Aryna Sabalenka    | Nicole Melichar Demi Schuurs           | 4–6, 7–5, [10–4]    |
| Eastbourne      | Jeļena Ostapenko                         | Anett Kontaveit                          | 6-3, 6-3                                 | Shūko Aoyama Ena Shibahara            | Nicole Melichar Demi Schuurs           | 6–1, 6–4            |
| San Jose        | Danielle Collins                         | Dar'ja Kasatkina                         | 6-3, 6(10)-7, 6-1                        | Darija Jurak Andreja Klepač           | Gabriela Dabrowski Luisa Stefani       | 6–1, 7-5            |
| Ostrava         | Anett Kontaveit                          | Maria Sakkarī                            | 6-2, 7-5                                 | Sania Mirza Zhang Shuai               | Kaitlyn Christian Erin Routliffe       | 6-3, 6-2            |
| Chicago         | Garbiñe Muguruza                         | Ons Jabeur                               | 3-6, 6-3, 6-0                            | Květa Peschke Andrea Petkovic         | Caroline Dolehide CoCo Vandeweghe      | 6-3, 6-1            |
| Tokyo           | cancellato                               | cancellato                               | cancellato                               | cancellato                            | cancellato                             | cancellato          |
| Mosca           | Anett Kontaveit                          | Ekaterina Aleksandrova                   | 4-6, 6-4, 7-5                            | Jeļena Ostapenko Kateřina Siniaková   | Nadežda Kičenok Ioana Raluca Olaru     | 6-2, 4-6, [10-8]    |

### 2022
| Torneo          | Vincitrice         | Finalista            | Punteggio        | Vincitrici                         | Finaliste                            | Punteggio           |
| --------------- | ------------------ | -------------------- | ---------------- | ---------------------------------- | ------------------------------------ | ------------------- |
| Adelaide        | Ashleigh Barty     | Elena Rybakina       | 6-3, 6-2         | Ashleigh Barty Storm Sanders       | Darija Jurak Andreja Klepač          | 6-1, 6-4            |
| Sydney          | Paula Badosa       | Barbora Krejčíková   | 6-3, 4-6, 7-6(4) | Anna Danilina Beatriz Haddad Maia  | Vivian Heisen Panna Udvardy          | 4-6, 7-5, [10-8]    |
| San Pietroburgo | Anett Kontaveit    | Maria Sakkarī        | 5-7, 7-6(4), 7-5 | Anna Kalinskaja Caty McNally       | Alicja Rosolska Erin Routliffe       | 6-3, 6(4)-7, [10-4] |
| Dubai           | Jeļena Ostapenko   | Veronika Kudermetova | 6-0, 6-4         | Veronika Kudermetova Elise Mertens | Ljudmyla Kičenok Jeļena Ostapenko    | 6-1, 6-3            |
| Charleston      | Belinda Bencic     | Ons Jabeur           | 6-1, 5-7, 6-4    | Andreja Klepač Magda Linette       | Lucie Hradecká Sania Mirza           | 6-2, 4-6, [10-7]    |
| Stoccarda       | Iga Świątek        | Aryna Sabalenka      | 6-2, 6-2         | Desirae Krawczyk Demi Schuurs      | Cori Gauff Zhang Shuai               | 6-3, 6-4            |
| Berlino         | Ons Jabeur         | Belinda Bencic       | 6-3, 3-1rit      | Storm Sanders Kateřina Siniaková   | Alizé Cornet Jil Teichmann           | 6-4, 6-3            |
| Eastbourne      | Petra Kvitová      | Jeļena Ostapenko     | 6-3, 6-2         | Aleksandra Krunić Magda Linette    | Ljudmyla Kičenok Jeļena Ostapenko    | w/o                 |
| San Jose        | Dar'ja Kasatkina   | Shelby Rogers        | 6(2)-7, 6-1, 6-2 | Xu Yifan Yang Zhaoxuan             | Chan Hao-ching Shūko Aoyama          | 7-5, 6-0            |
| Tokyo           | Ljudmila Samsonova | Zheng Qinwen         | 7-5, 7-5         | Gabriela Dabrowski Giuliana Olmos  | Nicole Melichar-Martinez Ellen Perez | 6-4, 6-4            |
| Ostrava         | Barbora Krejčiková | Iga Świątek          | 5-7, 7-6(4), 6-3 | Caty McNally Alycia Parks          | Alicja Rosolska Erin Routliffe       | 6-3, 6-2            |
| San Diego       | Iga Świątek        | Donna Vekić          | 6-3, 3-6, 6-0    | Coco Gauff Jessica Pegula          | Gabriela Dabrowski Giuliana Olmos    | 1-6, 7-5, [10-4]    |

### 2023
| Torneo     | Vincitrice           | Finalista          | Punteggio        | Vincitrici                            | Finaliste                               | Punteggio           |
| ---------- | -------------------- | ------------------ | ---------------- | ------------------------------------- | --------------------------------------- | ------------------- |
| Adelaide 1 | Aryna Sabalenka      | Linda Nosková      | 6-3, 7-6(4)      | Asia Muhammad Taylor Townsend         | Storm Hunter Kateřina Siniaková         | 6-2, 7-6(2)         |
| Adelaide 2 | Belinda Bencic       | Dar'ja Kasatkina   | 6-0, 6-2         | Luisa Stefani Taylor Townsend         | Anastasija Pavljučenkova Elena Rybakina | 7-5, 7-6(3)         |
| Abu Dhabi  | Belinda Bencic       | Ljudmila Samsonova | 1-6, 7-6(8), 6-4 | Luisa Stefani Zhang Shuai             | Shūko Aoyama Chan Hao-ching             | 3-6, 6-2, [10-8]    |
| Doha       | Iga Świątek          | Jessica Pegula     | 6-3, 6-0         | Coco Gauff Jessica Pegula             | Ljudmyla Kičenok Jeļena Ostapenko       | 6-4, 2-6, [10-7]    |
| Charleston | Ons Jabeur           | Belinda Bencic     | 7-6(6), 6-4      | Danielle Collins Desirae Krawczyk     | Giuliana Olmos Ena Shibahara            | 0-6, 6-4, [14-12]   |
| Stoccarda  | Iga Świątek          | Aryna Sabalenka    | 6-3, 6-4         | Desirae Krawczyk Demi Schuurs         | Nicole Melichar-Martinez Giuliana Olmos | 6-4, 6-1            |
| Berlino    | Petra Kvitová        | Donna Vekić        | 6-2, 7-6(6)      | Caroline Garcia Luisa Stefani         | Kateřina Siniaková Markéta Vondroušová  | 4-6, 7-6(8), [10-4] |
| Eastbourne | Madison Keys         | Dar'ja Kasatkina   | 6–2, 7–6(13)     | Desirae Krawczyk Demi Schuurs         | Nicole Melichar-Martinez Ellen Perez    | 6-2, 6-4            |
| Washington | Coco Gauff           | Maria Sakkarī      | 6-2 6-3          | Laura Siegemund Vera Zvonarëva        | Alexa Guarachi Monica Niculescu         | 6-4, 6-4            |
| San Diego  | Barbora Krejčíková   | Sofia Kenin        | 6-4, 2-6, 6-4    | Barbora Krejčíková Kateřina Siniaková | Danielle Collins CoCo Vandeweghe        | 6-1, 6-4            |
| Tokyo      | Veronika Kudermetova | Jessica Pegula     | 7-5, 6-1         | Ulrikke Eikeri Ingrid Neel            | Eri Hozumi Makoto Ninomiya              | 3-6, 7-5, [10-5]    |
| Zhengzhou  | Zheng Qinwen         | Barbora Krejčíková | 2-6, 6-2, 6-4    | Gabriela Dabrowski Erin Routliffe     | Shūko Aoyama Ena Shibahara              | 6-2, 6-4            |

### 2024
| Torneo      | Vincitrice          | Finalista              | Punteggio           | Vincitrici                                  | Finaliste                            | Punteggio           |
| ----------- | ------------------- | ---------------------- | ------------------- | ------------------------------------------- | ------------------------------------ | ------------------- |
| Brisbane    | Elena Rybakina      | Aryna Sabalenka        | 6-0, 6-3            | Ljudmyla Kičenok Jeļena Ostapenko           | Greet Minnen Heather Watson          | 7-5, 6-2            |
| Adelaide    | Jeļena Ostapenko    | Dar'ja Kasatkina       | 6-3, 6-2            | Beatriz Haddad Maia Taylor Townsend         | Caroline Garcia Kristina Mladenovic  | 7-5, 6-3            |
| Linz        | Jeļena Ostapenko    | Ekaterina Aleksandrova | 6-2, 6-3            | Sara Errani Jasmine Paolini                 | Nicole Melichar-Martinez Ellen Perez | 7-5, 4-6, [10-7]    |
| Abu Dhabi   | Elena Rybakina      | Dar'ja Kasatkina       | 6-1, 6-4            | Sofia Kenin Bethanie Mattek-Sands           | Linda Nosková Heather Watson         | 6-4, 7-6(4)         |
| San Diego   | Katie Boulter       | Marta Kostjuk          | 5-7, 6-2, 6-2       | Nicole Melichar-Martinez Ellen Perez        | Desirae Krawczyk Jessica Pegula      | 6-1, 6-2            |
| Charleston  | Danielle Collins    | Dar'ja Kasatkina       | 6-2, 6-1            | Ashlyn Krueger Sloane Stephens              | Ljudmyla Kičenok Nadiia Kičenok      | 1-6, 6-3, [10-7]    |
| Stoccarda   | Elena Rybakina      | Marta Kostjuk          | 6-2, 6-2            | Chan Hao-ching Veronika Kudermetova         | Ulrikke Eikeri Ingrid Neel           | 4-6, 6-3, [10-2]    |
| Strasburgo  | Madison Keys        | Danielle Collins       | 6-1, 6-2            | Cristina Bucșa Monica Niculescu             | Asia Muhammad Aldila Sutjiadi        | 3-6, 6-4, [10-6]    |
| Berlino     | Jessica Pegula      | Anna Kalinskaja        | 6(0)-7, 6-4, 7-6(3) | Wang Xinyu Zheng Saisai                     | Chan Hao-ching Veronika Kudermetova  | 6-2, 7-5            |
| Eastbourne  | Dar'ja Kasatkina    | Leylah Fernandez       | 6-3, 6-4            | Ljudmyla Kičenok Jeļena Ostapenko           | Gabriela Dabrowski Erin Routliffe    | 5-7, 7-6(2), [10-8] |
| Bad Homburg | Diana Šnaider       | Donna Vekić            | 6-3, 2-6, 6-3       | Nicole Melichar-Martinez Ellen Perez        | Chan Hao-ching Veronika Kudermetova  | 4-6, 6-3, [10-8]    |
| Washington  | Paula Badosa        | Marie Bouzková         | 6-1, 4-6, 6-4       | Asia Muhammad Taylor Townsend               | Jiang Xinyu Wu Fang-hsien            | 7-6(0), 6-3         |
| Monterrey   | Linda Nosková       | Lulu Sun               | 7-6(6), 6-4         | Guo Hanyu Monica Niculescu                  | Giuliana Olmos Aleksandra Panova     | 3-6, 6-3, [10-4]    |
| Guadalajara | Magdalena Fręch     | Olivia Gadecki         | 7-6(5), 6-4         | Anna Danilina Irina Chromačëva              | Oksana Kalašnikova Kamilla Rachimova | 2-6, 7-5, [10-7]    |
| Seul        | Beatriz Haddad Maia | Dar'ja Kasatkina       | 1-6, 6-4, 6-1       | Nicole Melichar-Martinez Ljudmila Samsonova | Miyu Katō Zhang Shuai                | 6-1, 6-0            |
| Ningbo      | Dar'ja Kasatkina    | Mirra Andreeva         | 6-0, 4-6, 6-4       | Demi Schuurs Yuan Yue                       | Nicole Melichar-Martinez Ellen Perez | 6-3, 6-3            |
| Tokyo       | Zheng Qinwen        | Sofia Kenin            | 7-65, 6-3           | Shūko Aoyama Eri Hozumi                     | Ena Shibahara Laura Siegemund        | 6-4, 7-63           |

## Vittorie

### Singolare
26 tenniste diverse hanno vinto almeno un titolo WTA 500, ultimo aggiornamento 27 ottobre 2024 (Tokyo).
In grassetto le giocatrici ancora in attività.
|    | Titoli               | # |
| -- | -------------------- | - |
| 1. | Iga Świątek          | 5 |
| 2. | Jeļena Ostapenko     | 4 |
| 2. | Dar'ja Kasatkina     | 4 |
| 4. | Ashleigh Barty       | 3 |
| 4. | Anett Kontaveit      | 3 |
| 4. | Belinda Bencic       | 3 |
| 4. | Petra Kvitová        | 3 |
| 4. | Elena Rybakina       | 3 |
| 9. | Ljudmila Samsonova   | 2 |
| 9. | Aryna Sabalenka      | 2 |
| 9. | Ons Jabeur           | 2 |
| 9. | Barbora Krejčíková   | 2 |
| 9. | Veronika Kudermetova | 2 |
| 9. | Danielle Collins     | 2 |
| 9. | Madison Keys         | 2 |
| 9. | Paula Badosa         | 2 |
| 9. | Zheng Qinwen         | 2 |

### Doppio
65 tenniste diverse hanno vinto almeno un titolo di doppio WTA 500 ultimo aggiornamento 27 ottobre 2024 (Tokyo).
In grassetto le giocatrici ancora in attività.
|    | Titoli                   | # |
| -- | ------------------------ | - |
| 1. | Demi Schuurs             | 6 |
| 2. | Desirae Krawczyk         | 5 |
| 2. | Nicole Melichar-Martinez | 5 |
| 4. | Kateřina Siniaková       | 4 |
| 4. | Taylor Townsend          | 4 |
| 4. | Shūko Aoyama             | 4 |
| 7. | Ena Shibahara            | 3 |
| 7. | Luisa Stefani            | 3 |
| 7. | Jeļena Ostapenko         | 3 |

## Vincitrici dei vari tornei

### Singolare
- Aggiornato al 27 ottobre 2024 (Tokyo).

| Torneo          | 2021              | 2022             | 2023              | 2024              |
| --------------- | ----------------- | ---------------- | ----------------- | ----------------- |
| Melbourne I     | Barty (1/3)       | Non disputato    | Non disputato     | Non disputato     |
| Melbourne II    | Mertens (1/1)     | Non disputato    | Non disputato     | Non disputato     |
| Sydney          | Non disputato     | Badosa (1/2)     | Non disputato     | Non disputato     |
| Brisbane        | Non disputato     | Non disputato    | Sabalenka (2/2)   | Rybakina (1/3)    |
| Adelaide        | Świątek (1/5)     | Barty (3/3)      | Bencic (2/3)      | Ostapenko (3/4)   |
| Abu Dhabi       | Sabalenka (1/2)   | Non disputato    | Bencic (3/3)      | Rybakina (2/3)    |
| Doha            | Kvitová (1/3)     | WTA 1000         | Świątek (4/5)     | WTA 1000          |
| Dubai           | WTA 1000          | Ostapenko (2/4)  | WTA 1000          | WTA 1000          |
| Linz            | WTA 250           | Non disputato    | WTA 250           | Ostapenko (4/4)   |
| San Pietroburgo | Kasatkina (1/4)   | Kontaveit (3/3)  | Non disputato     | Non disputato     |
| Charleston      | Kudermetova (1/2) | Bencic (1/3)     | Jabeur (2/2)      | Collins (2/2)     |
| Stoccarda       | Barty (2/3)       | Świątek (2/5)    | Świątek (5/5)     | Rybakina (3/3)    |
| Strasburgo      | WTA 250           | WTA 250          | WTA 250           | Keys (2/2)        |
| Berlino         | Samsonova (1/2)   | Jabeur (1/2)     | Kvitová (3/3)     | Pegula (1/1)      |
| Eastbourne      | Ostapenko (1/4)   | Kvitová (2/3)    | Keys (1/2)        | Kasatkina (3/4)   |
| Bad Homburg     | WTA 250           | WTA 250          | WTA 250           | Šnaider (1/1)     |
| San Jose        | Collins (1/2)     | Kasatkina (2/4)  | Non disputato     | Non disputato     |
| Washington      | Non disputato     | WTA 250          | Gauff (1/1)       | Badosa (2/2)      |
| Monterrey       | WTA 250           | WTA 250          | WTA 250           | Nosková (1/1)     |
| Guadalajara     | Non disputato     | WTA 1000         | WTA 1000          | Fręch (1/1)       |
| Chicago         | Muguruza (1/1)    | Non disputato    | Non disputato     | Non disputato     |
| San Diego       | Non disputato     | Świątek (3/5)    | Krejčiková (2/2)  | Boulter (1/1)     |
| Ostrava         | Kontaveit (1/3)   | Krejčiková (1/2) | Non disputato     | Non disputato     |
| Zhengzhou       | Non disputato     | Non disputato    | Zheng (1/2)       | Non disputato     |
| Ningbo          | Non disputato     | Non disputato    | WTA 250           | Kasatkina (4/4)   |
| Seul            | WTA 125           | WTA 250          | WTA 250           | Haddad Maia (1/1) |
| Mosca           | Kontaveit (2/3)   | Non disputato    | Non disputato     | Non disputato     |
| Tokyo           | Non disputato     | Samsonova (2/2)  | Kudermetova (2/2) | Zheng (2/2)       |

### Doppio
- Aggiornato al 27 ottobre 2024 (Tokyo).

| Torneo          | 2021                                  | 2022                             | 2023                             | 2024                                    |
| --------------- | ------------------------------------- | -------------------------------- | -------------------------------- | --------------------------------------- |
| Melbourne I     | Aoyama (2/4) Shibahara (2/3)          | Non disputato                    | Non disputato                    | Non disputato                           |
| Melbourne II    | Krejčíková (1/2) Siniaková (1/4)      | Non disputato                    | Non disputato                    | Non disputato                           |
| Sydney          | Non disputato                         | Danilina (1/2) Haddad Maia (1/2) | Non disputato                    | Non disputato                           |
| Brisbane        | Non disputato                         | Non disputato                    | Muhammad (1/2) Townsend (1/4)    | L. Kičenok (1/2) Ostapenko (2/3)        |
| Adelaide        | Guarachi (1/1) Krawczyk (1/5)         | Barty (2/2) Sanders (1/2)        | Stefani (1/3) Townsend (2/4)     | Haddad Maia (2/2) Townsend (2/4)        |
| Abu Dhabi       | Aoyama (1/4) Shibahara (1/3)          | Non disputato                    | Stefani (2/3) Zhang (2/2)        | Kenin (1/1) Mattek-Sands (1/1)          |
| Doha            | Melichar-Martinez (1/5) Schuurs (1/6) | WTA 1000                         | Gauff (2/2) Pegula (2/2)         | WTA 1000                                |
| Dubai           | WTA 1000                              | Kudermetova (1/2) Mertens (1/1)  | WTA 1000                         | WTA 1000                                |
| Linz            | WTA 250                               | Non disputato                    | WTA 250                          | Errani (1/1) Paolini (1/1)              |
| San Pietroburgo | N. Kičenok (1/1) Olaru (1/1)          | Kalinskaja (1/1) McNally (1/2)   | Non disputato                    | Non disputato                           |
| Charleston      | Melichar-Martinez (2/5) Schuurs (2/6) | Klepač (2/2) Linette (1/2)       | Collins (1/1) Krawczyk (3/5)     | Krueger (1/1) Stephens (1/1)            |
| Stoccarda       | Brady (1/1) Barty (1/2)               | Krawczyk (2/5) Schuurs (3/6)     | Krawczyk (4/5) Schuurs (4/6)     | H-c Chan (1/1) Kudermetova (2/2)        |
| Strasburgo      | WTA 250                               | WTA 250                          | WTA 250                          | Bucșa (1/1) Niculescu (1/2)             |
| Berlino         | Azaranka (1/1) Sabalenka (1/1)        | Sanders (2/2) Siniaková (3/4)    | Garcia (1/1) Stefani (3/3)       | Wang (1/1) Zheng (1/1)                  |
| Eastbourne      | Aoyama (3/4) Shibahara (3/3)          | Krunić (1/1) Linette (2/2)       | Krawczyk (5/5) Schuurs (5/6)     | L. Kičenok (2/2) Ostapenko (3/3)        |
| Bad Homburg     | WTA 250                               | WTA 250                          | WTA 250                          | Melichar-Martinez (4/5) Perez (2/2)     |
| San Jose        | Jurak (1/1) Klepač (1/2)              | Xu (1/1) Yang (1/1)              | Non disputato                    | Non disputato                           |
| Washington      | Non disputato                         | WTA 250                          | Siegemund (1/1) Zvonarëva (1/1)  | Muhammad (2/2) Townsend (4/4)           |
| Monterrey       | WTA 250                               | WTA 250                          | WTA 250                          | Guo (1/1) Niculescu (2/2)               |
| Guadalajara     | Non disputato                         | WTA 1000                         | WTA 1000                         | Danilina (2/2) Chromačëva (1/1)         |
| Chicago         | Peschke (1/1) Petkovic (1/1)          | Non disputato                    | Non disputato                    | Non disputato                           |
| San Diego       | Non disputato                         | Gauff (1/2) Pegula (1/2)         | Krejčíková (2/2) Siniaková (4/4) | Melichar-Martinez (3/5) Perez (1/2)     |
| Ostrava         | Mirza (1/1) Zhang (1/2)               | McNally (2/2) Parks (1/1)        | Non disputato                    | Non disputato                           |
| Zhengzhou       | Non disputato                         | Non disputato                    | Dabrowski (2/2) Routliffe (1/1)  | Non disputato                           |
| Ningbo          | Non disputato                         | Non disputato                    | WTA 250                          | Schuurs (6/6) Yuan (1/1)                |
| Seul            | WTA 125                               | WTA 250                          | WTA 250                          | Melichar-Martinez (5/5) Samsonova (1/1) |
| Mosca           | Ostapenko (1/3) Siniaková (2/4)       | Non disputato                    | Non disputato                    | Non disputato                           |
| Tokyo           | Non disputato                         | Dabrowski (1/2) Olmos (1/1)      | Eikeri (1/1) Neel (1/1)          | Aoyama (4/4) Hozumi (1/1)               |